# 俺たちのオールナイトニッポン40時間スペシャル
『俺たちのオールナイトニッポン40時間スペシャル』（おれたちのオールナイトニッポン よんじゅうじかんスペシャル）は、ニッポン放送の看板番組である『オールナイトニッポン』の40周年を記念して、2008年2月23日13時から24日29時（25日5時）にかけて放送された特別番組である。

## 番組概要
- 放送日時：2008年2月23日 13:00 - 2月24日 29:00（2月25日 5:00）
- 放送局：原則として、ニッポン放送（関東広域圏）のみ。詳細はネット局で。

オールナイトニッポン放送開始40周年を記念する特別番組ということもあり、豪華なパーソナリティーが多数出演する。福山雅治とナインティナインを除き、当特別番組放送時は『オールナイトニッポン』を担当していない（ただし、荘口彰久は現在『福山雅治の魂のラジオ』でアシスタントをしている）。
番組は、各パーソナリティーが担当する『オールナイトニッポン』と、進行のアナウンサーがゲストとのトークやリスナーのメールなどを紹介する『ワイドゾーン』の2つがある。ビートたけし、タモリ、吉田拓郎担当枠を除く番組は生放送だった。はがき、電子メールが殺到し、40時間全体で計5万通と大反響を巻き起こした。『ワイドゾーン』は『オールナイトニッポン』2番組が連続する場合、前の番組終了後時報までの約3分（『オールナイトニッポン』番組後、『ワイドゾーン』が次の時間枠の場合を除く）。FAXやメールが読まれると、ANN40周年記念のピンバッジがプレゼントされた。なお『福山雅治の魂のラジオ』を除き、CM前後にレギュラー放送当時の番組ジングルもそのまま流された。
放送に先立って過去の『オールナイトニッポン』を振り返る特別番組が放送された。
- 2月18日 - 21日 19:00〜22:00　坂崎幸之助のオールナイトニッポン40thグラフィティ（坂崎幸之助）
- 2月22日 19:00〜22:00　加藤和彦のオールナイトニッポン40thグラフィティ洋楽セレクション（加藤和彦）
- 2月23日 8:30〜13:00 オールナイトニッポンVIVAYOUNG深夜放送完全ファイル（高嶋ひでたけ）

## 担当パーソナリティー
通常のパーソナリティとは別に進行役のアナウンサーが置かれ、入れ替わりの時間帯のニュース・天気予報や交通情報の呼びかけなどを担った。なお、4名ともオールナイト経験者である。
| 2月23日（土）                    | 2月23日（土）                                                                           | 2月23日（土）                              | 2月23日（土） | 2月23日（土） |
| 放送時間                         | 名称                                                                                    | パーソナリティ                             | 備考 | 進行役        |
| -------------------------------- | --------------------------------------------------------------------------------------- | ------------------------------------------ | --- | ------------- |
| 13:00 - 15:00                    | TOYOTAプレゼンツ ビートたけしのオールナイトニッポン                                     | ビートたけし 高田文夫                      | ゲストは東国原英夫が電話出演。 冠スポンサーなのは当時の『小倉智昭のラジオサーキット』がトヨタ自動車の冠番組であったため。 | 垣花正        |
| 15:00 - 17:00                    | あのねのねのオールナイトニッポン                                                        | あのねのね（清水國明・原田伸郎）           | | 垣花正        |
| 17:00 - 19:00                    | 松任谷由実のオールナイトニッポン                                                        | 松任谷由実                                 | ゲストに西城秀樹 | 垣花正        |
| 19:00 - 21:00                    | 松山千春のオールナイトニッポン                                                          | 松山千春                                   | | 垣花正        |
| 21:00 - 23:00                    | ゆずのオールナイトニッポン                                                              | ゆず（北川悠仁・岩沢厚治）                 | ゲストに垣花正（電話出演） | 垣花正        |
| 23:00 - 23:30                    | 荘口彰久のオールナイトニッポンクオーター                                                | 荘口彰久                                   | - | 荘口彰久      |
| 23:30 ‐ 25:00 サタデースペシャル | オトナグリコ precious time 福山雅治のオールナイトニッポンサタデースペシャル・魂のラジオ | 福山雅治・荘口彰久                         | | 荘口彰久      |
| 25:00 - 27:00 土曜ANN枠          | ポカリスエットプレゼンツ ナインティナインのオールナイトニッポン                         | ナインティナイン（岡村隆史・矢部浩之）     | ゲストは福山雅治・加藤晴彦（共にオープニングのみ）。 冠スポンサーなのは当時の『ポルノグラフィティ岡野昭仁のオールナイトニッポン』の冠番組であったため。 岡野は前日の金曜1部に『オールナイトニッポン 有楽町音楽室』に代わって放送。 | 荘口彰久      |
| 27:00 - 29:00 土曜R枠            | 荘口彰久のオールナイトニッポン                                                          | 荘口彰久                                   | 土曜R「スペシャルナイト」枠。 ゲスト：加藤晴彦・GAKU-MC・石川よしひろ・久保こーじ、北原ゆき | 荘口彰久      |
| 2月24日（日）                    |                                                                                         |                                            | |               |
| 放送時間                         | 名称                                                                                    | パーソナリティ                             | 備考 | 進行役        |
| 5:00 - 7:00                      | 南こうせつのオールナイトニッポン                                                        | 南こうせつ                                 | ゲスト：坂崎幸之助 | 荘口彰久      |
| 7:00 - 9:00                      | イルカのオールナイトニッポン                                                            | イルカ                                     | ゲストは谷山浩子・山崎ハコ イルカがパーソナリティを務める『イルカのミュージックハーモニー』のニッポン放送での放送枠をそのまま使用。 | 上柳昌彦      |
| 9:00 - 11:00                     | 三宅裕司のオールナイトニッポングラフィティ                                              | 三宅裕司・根本美緒                         | ゲスト：尾崎亜美・山口良一・松村邦洋 コメントゲスト：高橋幸宏 当時の『三宅裕司のサンデーハッピーパラダイス』の枠を2時間縮小して使用。三宅自身は冠ではないがコメント参加した高橋が担当の『高橋幸宏のオールナイトニッポン』内で自身主宰の劇団スーパー・エキセントリック・シアターのメンバーとして参加。『三宅裕司のヤングパラダイス』スタートはこの翌年。 | 上柳昌彦      |
| 11:00 - 13:00                    | 総合地所プレゼンツ 笑福亭鶴光のオールナイトニッポン                                     | 笑福亭鶴光                                 | ゲスト：日髙のり子・笑福亭学光（共に電話出演） | 上柳昌彦      |
| 13:00 - 15:00                    | タモリのオールナイトニッポン                                                            | タモリ                                     | ゲスト：木梨憲武・永作博美・井上陽水 | 上柳昌彦      |
| 15:00 - 17:00                    | 吉田拓郎のオールナイトニッポン                                                          | 吉田拓郎                                   | | 上柳昌彦      |
| 17:00 - 19:00                    | 所ジョージのオールナイトニッポン                                                        | 所ジョージ                                 | 『日曜競馬ニッポン』（13:00 - 16:00）の該当時間を休止した代わりに、18:29頃挿入CM扱いでメインレースの結果・配当金を紹介した（担当アナウンサーは小野浩慈）。 | 上柳昌彦      |
| 19:00 - 20:00                    | （ブリッジゾーン）                                                                      | 上柳昌彦                                   | この後の枠を平日同様の枠組みにするための調整枠。 | 吉田尚記      |
| 20:00 - 22:00                    | 小泉今日子のオールナイトニッポン                                                        | 小泉今日子                                 | ゲスト：上野樹里・犬堂一心（ともに電話出演）・高橋克実 | 吉田尚記      |
| 22:00 - 24:00                    | ウッチャンナンチャンのオールナイトニッポン                                              | ウッチャンナンチャン（内村光良・南原清隆） | | 吉田尚記      |
| 24:00 - 25:00                    | （ブリッジゾーン）                                                                      | 吉田尚記                                   | ゲスト：土屋礼央（RAG FAIR）（電話出演） 当時放送の『ミューコミ』に相当する時間帯。 | 吉田尚記      |
| 25:00 - 27:00                    | aikoのオールナイトニッポン                                                              | aiko                                       | | 吉田尚記      |
| 27:00 - 29:00                    | 飯田浩司のオールナイトニッポンR                                                         | 飯田浩司                                   | |               |

このほか、日曜早朝（4:30 - 7:00）の一連の宗教番組は休止。
この番組が放送されている時間は、各社のラジオ時報CMは一切流されない。司会進行担当アナウンサーが時報までトークでつなぐか、放送中に時報が流される。

## ネット局
- ビートたけしのオールナイトニッポン【録音放送】

信越放送、山梨放送、北日本放送、北陸放送、福井放送、ラジオ大阪、山口放送、南海放送、九州朝日放送、長崎放送、熊本放送、宮崎放送
- あのねのねのオールナイトニッポン

福井放送
- 松山千春のオールナイトニッポン

STVラジオ
- 福山雅治のオールナイトニッポンサタデースペシャル・魂のラジオ

（福山雅治 魂のラジオ ネット局・全国33局）
- ナインティナインのオールナイトニッポン

（オールナイトニッポン ネット局・全国36局）
- 荘口彰久のオールナイトニッポン

（オールナイトニッポンR土曜日 ネット局・全国21局（一部地域は4:00、或いは4:30終了））
- 南こうせつのオールナイトニッポン

福井放送
- タモリのオールナイトニッポン【録音放送】

東北放送、信越放送、北陸放送、福井放送、九州朝日放送、長崎放送、大分放送
- 吉田拓郎のオールナイトニッポン【録音放送】

山梨放送・福井放送・南日本放送
- 所ジョージのオールナイトニッポン

福井放送
備考
- 通常、全国ネットしている時間帯（土曜23:30〜翌朝5:00）は、各地方局にも同時ネットされ、該当する時間を担当する福山雅治・ナインティナイン・荘口彰久の放送はネットしている各地方局で聞くことができた。ネット局の詳細はオールナイトニッポンの項を参照のこと。
- ほとんどの番組は遅れネットだったが、上記の3番組と、STVラジオの『松山千春の-』は同時ネットで放送された。
- 福井放送は同時・遅れ合わせて16時間半（全体の約4割）に渡って放送した。

### パーソナリティー関連
- たまそう音楽堂
- 福山雅治のオールナイトニッポン

### ゲスト・アナウンサー関連
- 石川よしひろのオールナイトニッポン
- 谷山浩子のオールナイトニッポン
- 松村邦洋のオールナイトニッポン
- 山口良一のオールナイトニッポン
- とんねるずのオールナイトニッポン
- 吉田尚記のオールナイトニッポン

### その他
- オールナイトニッポンのパーソナリティ一覧
- たけし みゆき 千春も登場! 伝説のパーソナリティが今を語る オールナイトニッポン45時間スペシャル
- オールナイトニッポン55周年記念 オールナイトニッポン55時間スペシャル